# ISO 3166-2:MO
ISO 3166-2:MO is een ISO-standaard met betrekking tot de zogenaamde geocodes. Het is een subset van de ISO 3166-2 tabel, die specifiek betrekking heeft op Macau. 
De gegevens werden tot op 23 november 2017 geüpdatet op het ISO Online Browsing Platform (OBP). Er worden geen deelgebieden gedefinieerd.
Als Speciale Bestuurlijke Regio van China is Macau daarnaast ook opgenomen met de code CN-92 als onderdeel van de subset ISO 3166-2:CN.